# Alna
|  | Per a altres significats, vegeu «Alna (Maine)». |

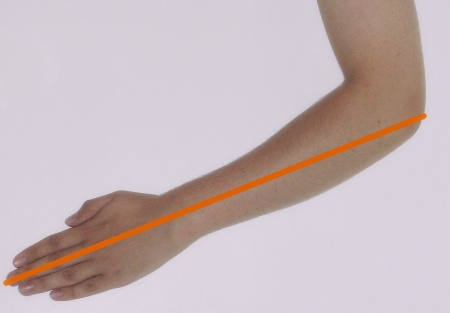
La mesura d'un colze, generalment presa des del dit mig fins al colze d'un adult. 1 alna = 2 colzes

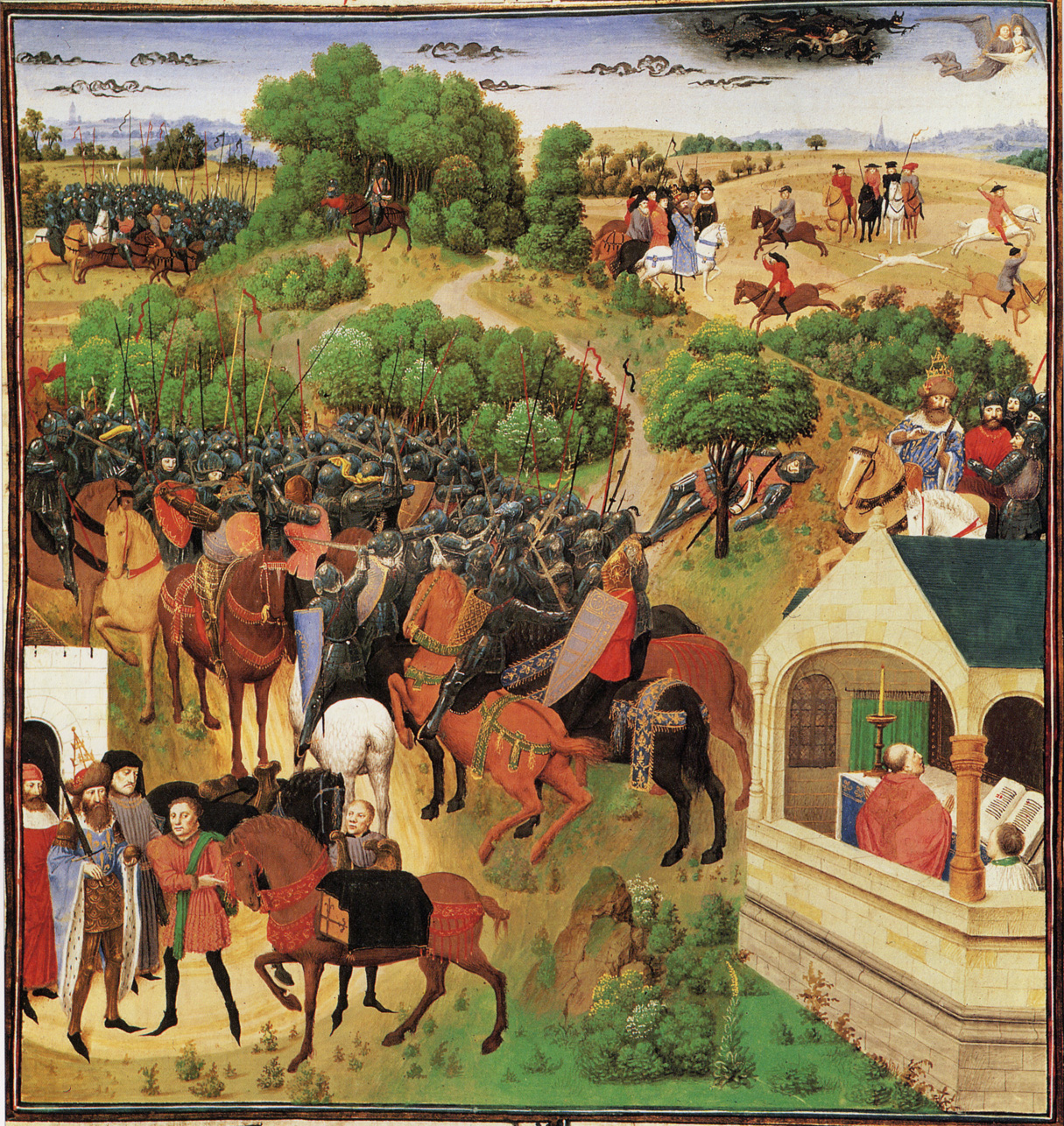
Vuit etapes de la Cançó de Rotllan en una imatge, dins les Grans Cròniques de França (segle XV), en un exemplar conservat al Museu de l'Ermitage de Sant Petersburg

Una alna era una mesura de longitud equivalent a dues colzades. Una colzada o colze era la distància qui hi ha entre el colze i la punta del dit mig de la mà. Es subdividia en 4 pams.
Fou utilitzada a la Catalunya Vella i després a partir del segle XIII al regne de València. S'utilitzava sobretot per mesurar teixits a Lleida, la Seu d'Urgell i a Cervera.

## Confusió entre “alna” i “ulna”
Hi havia una antiga unitat de mesura anomenada “ulna” molt semblant al “cubitus” (colze). Hi ha diversos termes derivats que corresponen a unitats de mesura basades en el concepte anterior. Que podrien anomenar-se “ulnes” o “alnes de mitja vara”: 
- ell (anglès)
- allen (danès)
- elle (alemany)
- aln (suec)...

L'”aune” francesa i l'alna valenciana podrien anomenar-se “alnes de dues ulnes” o “alnes de vara”.

### Ell
Un ell (del proto-germànic * alinō, equivalent al llatí ulna)és una Unitat de mesura del nord-oest d'Europa, que s'entén originalment com un colze (la longitud combinada de l'avantbraç i la mà estesa). La paraula significa literalment "braç", i sobreviu en la paraula moderna anglesa "elbow" (arm-bend). L'ús posterior al segle xix es refereix a diverses unitats més llargues, algunes de les quals es creu que deriven d'una "doble ell".
Un ellwand era una barra d’un ell de longitud que s'utilitzava per a la mesura oficial. Eduard I d'Anglaterra va exigir que totes les ciutats en tinguessin una. A Escòcia, el cinturó d'Orió va ser anomenat "el rei Ellwand". Una peça de ferro es conserva a l'entrada de l'església de Stånga a l'illa sueca de Gotland, cosa que indica el paper que van tenir les esglésies rurals en la difusió de mesures uniformes.
Existien diverses formes nacionals, amb diferents longituds, incloent el ell escocès (≈37 polzades o 94 centimetres), l'ell flamenc (≈27 in o 68.6 cm), el francès (≈54 in o 137.2 cm), l'ell polonès (≈31 in o 78.7 cm), l'alen danès (24 polzades daneses o 62,7708 cm), l'alen suec (2 peus suecs ≈59 cm) i l'ell alemany, de diferents longituds a Frankfurt (54,7 cm), Colònia, Leipzig (Saxònia) o Hamburg.

## Mesures absolutes
Segons : Real Orden de 9 de diciembre de 1852, por la que se determinan las tablas de correspondencia recíproca entre las pesas y medidas métricas y las actualmente en uso (Diccionario jurídico-administrativo. Madrid,1858)
| Nom unitat       | Longitud (mm) | Notes |
| ---------------- | ------------- | ----- |
| Vara de Burgos   | 835,905       | --    |
| Vara de Toledo   | 837           | ?     |
| Alna de València | 906           | --    |
| Yard             | 914,4         | --    |
| “Aune” de París  | 1188,4        | --    |

## Documents
L'alna fou una unitat de mesura molt important i amb una història complicada. La consulta directa d'alguns documents hauria de facilitar la comprensió del tema.
- 1150. A la Cançó de Rotllan s'esmenta l'alna (“alne”) un parell de cops, amb el sentit clar d'una unitat de mesura de la longitud.[11]
- 1238. Conquesta de València. Jaume el Conqueridor determina l'alna de València, i la fa igual a l'alna de Lleida.[12][13][14][15][16]
- 1248. Vara de Toledo de mida indeterminada.[17]
- 1260. Portaferrissa, en aquesta porta Jaume I va fixar una barra de ferro que era el patró de la "cana" i servia per a contrastar les canes de mesura particulars.[18][19]
- 1261. Alfons X el Savi. Imposa la vara de Toledo, igual a l'alna de València: “E todos los pannos tan bien de lana cuemo de lino, e qualesquier otros que se an de medir por vara, mídanlos por esta vara que vos enviamos”.[17]
- 1278. Costums de Lleida (Consuetudinis Ilerdenses).[20]

| «                                                                               | “ De alnis: Similiter alnae debent probari cum alna ferrea, quae est posita in arcu tabularum”. “De les alnes: De manera semblant, les alnes cal comprovar-les amb l'alna de ferro que està guardada a la caixa de les taules”. | » |
| — Viage literario a las iglesias de España . Jaime Villanueva. Vol. 16. Pàgina. | |   |

- 1307. En les ordinacions donades pel bisbe Pierre de Pleine-Chassaigne a la vila de Rodez (Aveyron) s'estipula que els patrons de les unitats de mesura han de guardar-se sota tres panys (amb tres claus: una en poder del batlle, l'altra en poder del cònsol i la tercera guardada per una persona designada amb document signat). Les alnes particulars s'han de contrastar amb l'alna patró i han de ser: “…Et alna sit divisa in quatuor palmas equales; et sit fortis et non flexibilis…” (Trad.: L'alna ha d'estar dividida en quatre pams iguals; i ha de ser forta i no pas flexible.).[21]
- 1310. “... Item que tot hom deja mesurar totes les canes e les alnes ab la mesura de la cort, “. Documentat a Perpinyà[22][23]
- 1348. Alfons XI de Castella imposa la vara de Burgos.
- 1436. Cortes de Toledo. La vara de Toledo era una vuitena part menor que la vara de Burgos.[24]
- 1436. El rei Joan II de Castella torna a imposar la vara de Toledo.[17]
- 1494. Una peça de vellut verd de Gandia, sense albarà, mesurat (alnat) i confiscat a València.[25]
- 1496. Els Reis Catòlics recordaren l'obligació d'usar la vara de Toledo.[26]
- 1521. Exemple de l'ús de l'alna per a mesurar teixits.[27]
- 1547. Llargària de les espases.[28][29]
- 1556. Precisió sobre la llegua valenciana de 4 milles.[30]

| «                                                                  | "Los magnifichs Jurats e Racional de la Ciutat de Valencia, excepto Berenguer, lo qual era exempt, ajuntats en la cambra del consell secret: ...Per ço, pera que de así avant se lleve tota manera de dubte, proveheixen que una llegua de terra tinga en si quatre milles; e cascuna milla mil pasos geometrichs; e cascun pas geometrich cinch peus; e cascun peu quatremans; e cascuna ma quatre dits; e cascun dit quatre grans de ordi ben granat." | » |
| — Manual de Consells de la ciutat de València. 19 de juny de 1556. | |   |

- 1568. Felip II de Castella. Vara de Burgos.
- 1757. Carta de Gregorio Mayans i Siscar : “…el rei Don Jaime mandó que en el Tribunal del Almotacén huviesse una vara de hierro, que aún hoi se guarda, para que fuesse la medida de todas varas”.[31]
- 1794. Segons el pare Toscà (d'acord amb Vicent de l' Olmo), el peu romà era igual al peu de València.[32]
- 1828. Cent “aunes” de París = 120 alnes de València.[33]

## Resum històric
A la ciutat de Toledo hi havia una vara, esmentada en un document, de longitud indeterminada. A Lleida hi havia una alna de longitud, també, indeterminada.
Prop del 1238 i poc després de la conquesta de València, Jaume el Conqueridor va determinar que la unitat de longitud fos l'alna, igual a l'alna de Lleida. (Suposadament igual a 3 peus romans: divisible per 3 unitats “tradicionals”. I divisible per 4 pams exactes.).
L'any 1261, Alfonso X el Savi, va trametre a Toledo el patró de la “nova” vara castellana, igual a l'alna de València. Tot sembla indicar que sogre i gendre es varen adonar de la conveniència d'adoptar una mateixa unitat de mesura.
La vara de Toledo no va prosperar i fou substituïda per la vara de Burgos. La lluita per les “varas” i les “leguas” a Castella va durar fins que es va adoptar el sistema mètric decimal. L'alna de València fou sempre la mateixa, des de 1238 fins a l'adopció del metre.